# Persoane fără adăpost
Persoanele fără adăpost (colocvial „oamenii străzii”) sunt persoanele lipsite de locuințe stabile și adecvate. Oamenii pot fi clasificați drept fără adăpost dacă: locuiesc pe străzi (persoană primară de adăpost); mutarea în adăposturile temporare, inclusiv casele prietenilor, familia și cazarea în situație de urgență; locuiesc în pensiuni private fără o baie privată sau fără securitate de proprietate (persoană terțiară fără locuință). 
Definiția legală a persoanelor fără adăpost variază de la o țară la alta sau între diferite jurisdicții din aceeași țară sau regiune. Studiile de enumerare a persoanelor fără adăpost ale guvernului Statelor Unite includ, de asemenea, persoanele care dorm într-un loc public sau privat care nu este conceput pentru a fi folosit ca un loc de dormit obișnuit pentru ființe umane
Oamenii care sunt fără adăpost sunt cel mai adesea incapabili să dobândească și să mențină o locuință sigură și adecvată din cauza veniturilor care sunt inconsecvente sau lipsesc cu totul. Sărăcia și lipsa adăpostului sunt interdependente. Nu există un consens metodologic privind numărarea persoanelor fără adăpost și identificarea nevoilor acestora; prin urmare, în majoritatea orașelor sunt cunoscute doar populațiile estimate fără adăpost.
Există o serie de organizații care oferă ajutor persoanelor fără adăpost. Majoritatea țărilor oferă o varietate de servicii pentru a ajuta persoanele fără adăpost. Aceste servicii oferă adesea hrană, adăpost (paturi) și îmbrăcăminte și pot fi organizate și conduse de organizații comunitare (adesea cu ajutorul voluntarilor) sau de departamente sau agenții guvernamentale. Aceste programe pot fi susținute de guvern, organizații de caritate, biserici și donatori individuali.

## Definiția Națiunilor Unite
În 2004, sectorul afacerilor economice și sociale al Organizația Națiunilor Unite a definit o gospodărie fără adăpost ca fiind acele gospodării fără un adăpost care ar intra în sfera spațiilor de locuit din cauza lipsei unui venit constant. Își poartă puținele bunuri cu ei, dormind pe străzi, în uși sau pe debarcadere sau în alt spațiu, mai mult sau mai puțin întâmplător. 
În 2009, la Conferința statisticienilor europeni a Comisia Economică a Organizației Națiunilor Unite pentru Europa (CES), desfășurată la Geneva , Elveția, Grupul de experți pentru recensământul populației și al locuințelor a definit în recomandare persoane fără adăpost în două grupuri largi:
- fără adăpost primar(sau fără acoperiș). Această categorie include persoanele care locuiesc pe străzi fără un adăpost care ar intra în sfera de locuit;
- lipsa de adăpost secundară. Această categorie poate include persoane fără reședință obișnuită care se deplasează frecvent între diferite tipuri de cazare(inclusiv locuințe, adăposturi și instituții pentru persoanele fără adăpost sau alte spații de locuit). Această categorie include persoanele care locuiesc în locuințe private, dar care raportează „nici o adresă obișnuită în formularul de recensământ”.

CES recunoaște că abordarea de mai sus nu oferă o definiție completă a „persoanilor fără adăpost”.. 
Articolul 25 din Declarația Universală a Drepturilor Omului, adoptată la 10 decembrie 1948 de Adunarea Generală a ONU, conține acest text privind locuința și calitatea vieții:
Orice persoană are dreptul la un nivel de trai adecvat pentru sănătatea și bunăstarea sa și a familiei sale, inclusiv la hrană, îmbrăcăminte, locuință, îngrijire medicală și servicii sociale necesare, precum și dreptul la securitate în caz de șomaj, boală, invaliditate, văduvie, bătrânețe sau altă lipsă de existență în circumstanțe independente de controlul său.

## Asistență și resurse
Majoritatea țărilor oferă o varietate de servicii pentru a ajuta persoanele fără adăpost. Furnizarea de hrană, adăpost și îmbrăcăminte și poate fi organizată și condusă de organizații comunitare, adesea cu ajutorul voluntarilor, sau de către departamentele guvernamentale. Programele de asistență pot fi susținute de guvern, organizații de caritate, biserici și donatori individuali. În 1998, un studiu realizat de Koegel și Schoeni asupra unei populații fără adăpost din Los Angeles, California, a constatat că o minoritate semnificativă de persoane fără adăpost nu a participat la programele de asistență guvernamentală, costurile ridicate ale tranzacției fiind un factor care contribuie probabil.
Departamentul pentru Locuințe și Dezvoltare Urbană al Statelor Unite și a Veteranilor de Administrație au programe speciale Secțiunea 8 program de vouchere de locuințe numit VASH (Veterans Administration Supported Locuințe), sau HUD-VASH, care oferă un anumit număr de secțiuni 8 vouchere de locuințe sociale pentru persoanele fără adăpost eligibile și veteranii forțelor armate americane, altfel vulnerabili
Programul HUD-VASH a avut succes în adăpostirea multor veterani fără adăpost.
Sprijinul disponibil pentru veteranii fără adăpost variază însă la nivel internațional. De exemplu, în Anglia, unde există un drept național la locuință, veteranii primesc prioritate de către echipele autorităților locale pentru persoanele fără adăpost doar dacă se găsesc că sunt vulnerabili din cauza că au servit în forțele armate.
Asistență socială
În timp ce se știe că unii oameni fără adăpost au o comunitate unul cu altul oferindu-și reciproc diferite tipuri de sprijin, persoanele care nu sunt fără adăpost le pot oferi, de asemenea, prietenie, hrană, îngrijire relațională și alte forme de asistență. Asemenea sprijinuri sociale pot apărea printr-un proces formal, cum ar fi sub auspiciile unei organizații neguvernamentale , organizații religioase sau ministere pentru persoanele fără adăpost , sau pot fi făcute individual. În Los Angeles, o colaborare între Ostrow School of Dentistry a Universității din California de Sud și adăpostul Union Rescue Mission oferă persoanelor fără adăpost din zona Skid Row servicii stomatologice gratuite.
Surse de venit
Persoanele fără adăpost pot oferi și servicii de gestionare a deșeurilor pentru a câștiga bani. Unii oameni fără adăpost găsesc sticle și cutii returnabile și le aduc la centrele de reciclare pentru a câștiga bani. De exemplu, pot sorta gunoiul organic din alte gunoi sau pot separa gunoiul din același material (de exemplu, diferite tipuri de materiale plastice și diferite tipuri de metal). În special în Brazilia, mulți oameni sunt deja implicați în astfel de activități. În plus, mai degrabă decât sortarea deșeurilor la gropile de gunoi, ... pot colecta și gunoiul găsit pe/lângă drum pentru a câștiga un venit.
Angajare
Departamentul Muncii Statele Unite a căutat să rezolve una dintre principalele cauze ale lipsei de adăpost, o lipsă de locuri de muncă semnificative și durabile, prin programe de formare specifice și creșterea accesului la oportunități de angajare care pot ajuta persoanele fără adăpost să dezvolte un stil de viață durabil. Aceasta a inclus dezvoltarea Consiliului interagenții al Statelor Unite pentru persoanele fără adăpost, care se adresează persoanelor fără adăpost la nivel federal, în plus față de conectarea persoanelor fără adăpost la resurse la nivel de stat. Toate persoanele care au nevoie de asistență pot, teoretic, să acceseze servicii de angajare și formare în temeiul Legii privind investițiile în forța de muncă.(WIA), deși acest lucru este condiționat de finanțarea și sprijinul programului din partea guvernului, veteranii putând, de asemenea, să folosească Programul de investiții în forța de muncă pentru veterani.
Sub Departamentul Muncii, Serviciul de angajare și formare pentru veterani (VETS) oferă o varietate de programe care vizează eliminarea lipsei de adăpost în rândul veteranilor. Programul de reintegrare a veteranilor fără adăpost (HVRP) este singurul program național care se concentrează exclusiv pe asistarea veteranilor atunci când aceștia reintră în forța de muncă.  Programul VETS are, de asemenea, un program de tranziție pentru veterani încarcerați, precum și servicii care sunt unice pentru femeile veterane. Programele principale inițiate de Departamentul Muncii au inclus Legea privind investițiile în forța de muncă, Centrele unice pentru carieră și un mesaj vocal comunitar. sistem care ajută la conectarea persoanelor fără adăpost din Statele Unite cu resursele locale. Programele de muncă vizate au inclus Proiectul de reintegrare a veteranilor fără adăpost, Inițiativa Navigator pentru Programul de Dizabilități, eforturile de a pune capăt lipsei cronice de adăpost prin furnizarea de locuri de muncă și proiecte de locuințe, Corpul de locuri de muncă și Programul de investiții în forța de muncă pentru veterani (VWIP).

## Cauze
Principalele cauze pentru care oamenii ajung în stradă sunt conflictele familiale, în special divorțul, evacuările, pierderea locului de muncă și, specific persoanelor cu probleme de sănătate mintală, escrocheriile. Unele persoane ajung în stradă pentru că au fost date afară din casă de către propria familie, pe când altele pentru că au avut o casă care a fost retrocedată fostului proprietar, în urma legii caselor naționalizate.
Eșecul personal și neadaptarea la condițiile sociale existente fac parte cauzele endogene ale fenomenului și țin de anumite patologii comportamentale. Este vorba, în primul rând, de adolescenții care pleacă de acasă pentru că nu vor să se supună regulilor impuse de părinți (să învețe, să aibă un program limitat de acces la internet sau programe TV, să se întoarcă acasă la ore stabilite etc.), dar există și adulți care decid că strada este mult mai ușor de suportat. Unele persoane ajung oameni ai străzii pentru că nu se pot adapta mediului familial, în mare măsură din cauza tulburărilor de comportament. Sunt imprevizibili, generează teamă și au un potențial agresiv sporit.
Un studiu efectuat în București în perioada decembrie 2008 - noiembrie 2009, a indicat faptul că din 100 de persoane care trăiesc pe străzi, 77 % sunt bărbați, iar restul de 23 % sunt femei și că 98 % dintre oamenii fără adăpost sunt din București, iar restul de 2 % sunt veniți din provincie. În ceea ce privește categoriile de vârstă predominante ale care locuiesc pe străzile bucureștene sunt 46–55 ani la bărbați și 26–35 la femei. Dintre cei intervievați, 45 % nu aveau carte provizorie de identitate și nici certificat de naștere, cu care să își poată dovedi datele cu care se identifică.
Același studiu arată că 24 % dintre oamenii străzii din București au doar studii primare, 60 % au studii medii și 8 % au studii superioare, iar 84 % dintre cei care locuiesc pe străzi sunt calificați profesional.
O altă „sursă” de oameni ai străzii sunt copiii care provin din centrele de plasament care, după împlinirea vârstei de 18 ani, sunt eliminați din sistemul de protecție a copilului și nu mai au unde să locuiască.

## Locuințe

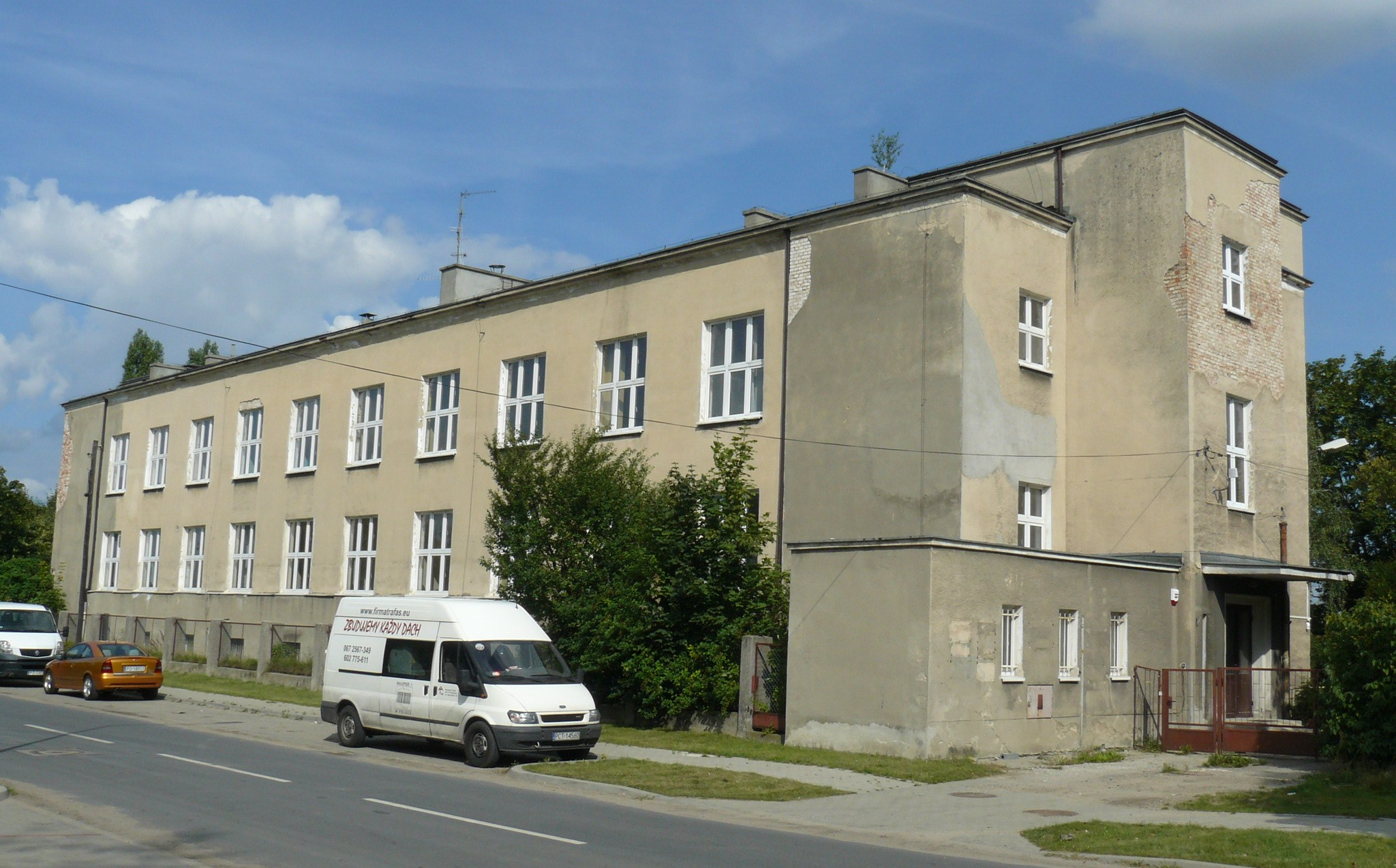
Adăpost pentru persoane fără adăpost din Poznan, Polonia

Adăposturi urbane pentru persoane fără adăpost
Mulți oameni fără adăpost își păstrează toate bunurile la ei, deoarece nu au acces la depozitare. Au existat oameni „de pungă”, oameni cu cărucioare de cumpărături și colectori de cutii de sifon(cunoscuți sub numele de coșuri de gunoi) care sortează gunoiul pentru a găsi articole de vândut, de schimb sau de mâncat.
Aceste condiții au creat o creștere a tuberculozei și a altor boli în zonele urbane.. 
Refugii și cazare alternativă

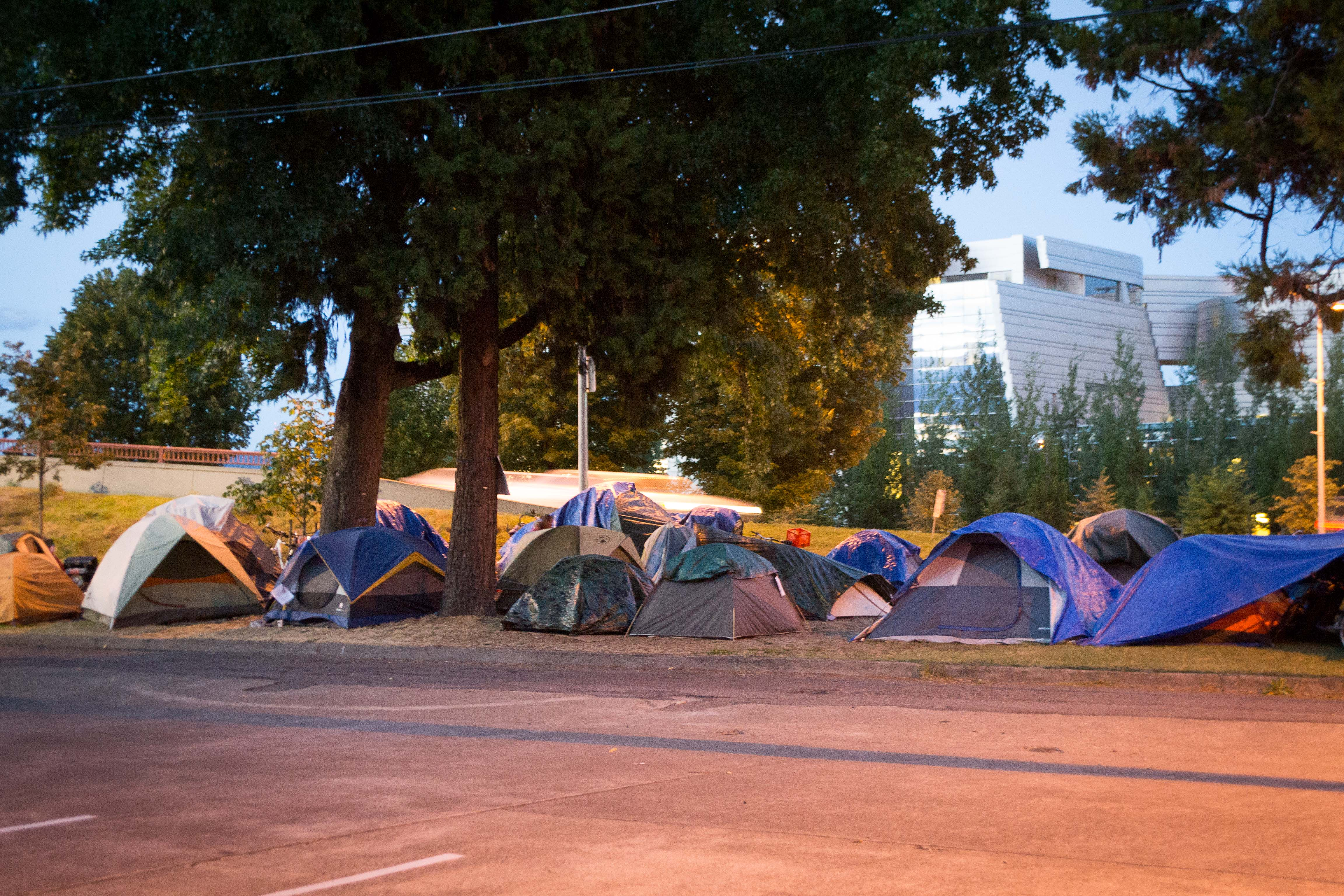
O tabără fără adăpost în Eugene, Oregon, 2013

- Internet café deschise nonstop sunt acum folosite de peste 5.000 de „ refugiați net cafe ” japonezi. Se estimează că 75% dintre cele 3.200 de cafenele internet deschise toată noaptea din Japonia se adresează oaspeților obișnuiți peste noapte, care în unele cazuri au devenit principala lor sursă de venit[30].
- Adăposturi pentru persoane fără adăpost: inclusiv adăposturi de urgență pentru vreme rece deschise de biserici sau agenții comunitare, care pot consta în pătuțuri într-un depozit încălzit sau adăposturi temporare de Crăciun.
- Locuri publice: parcuri, autobuz sau gări, biblioteci publice, aeroporturi, transport public vehicule(de echitație continuă în cazul în care sunt disponibile treceri nelimitate),
- Orașe cu corturi: locuri de "camping" ad-hoc cu corturi și adăposturi improvizate constând din prelate și pături, adesea în apropierea proprietăților imobiliare industriale și instituționale, cum ar fi curți feroviare, autostrăzi și linii mari de transport.
- În aer liber: pe pământ sau într-un sac de dormit, cort sau adăpost improvizat, cum ar fi o cutie mare de carton, sub un pod, într-o ușă urbană, într-un parc sau un teren viran.

## Statistici globale
Date demografice

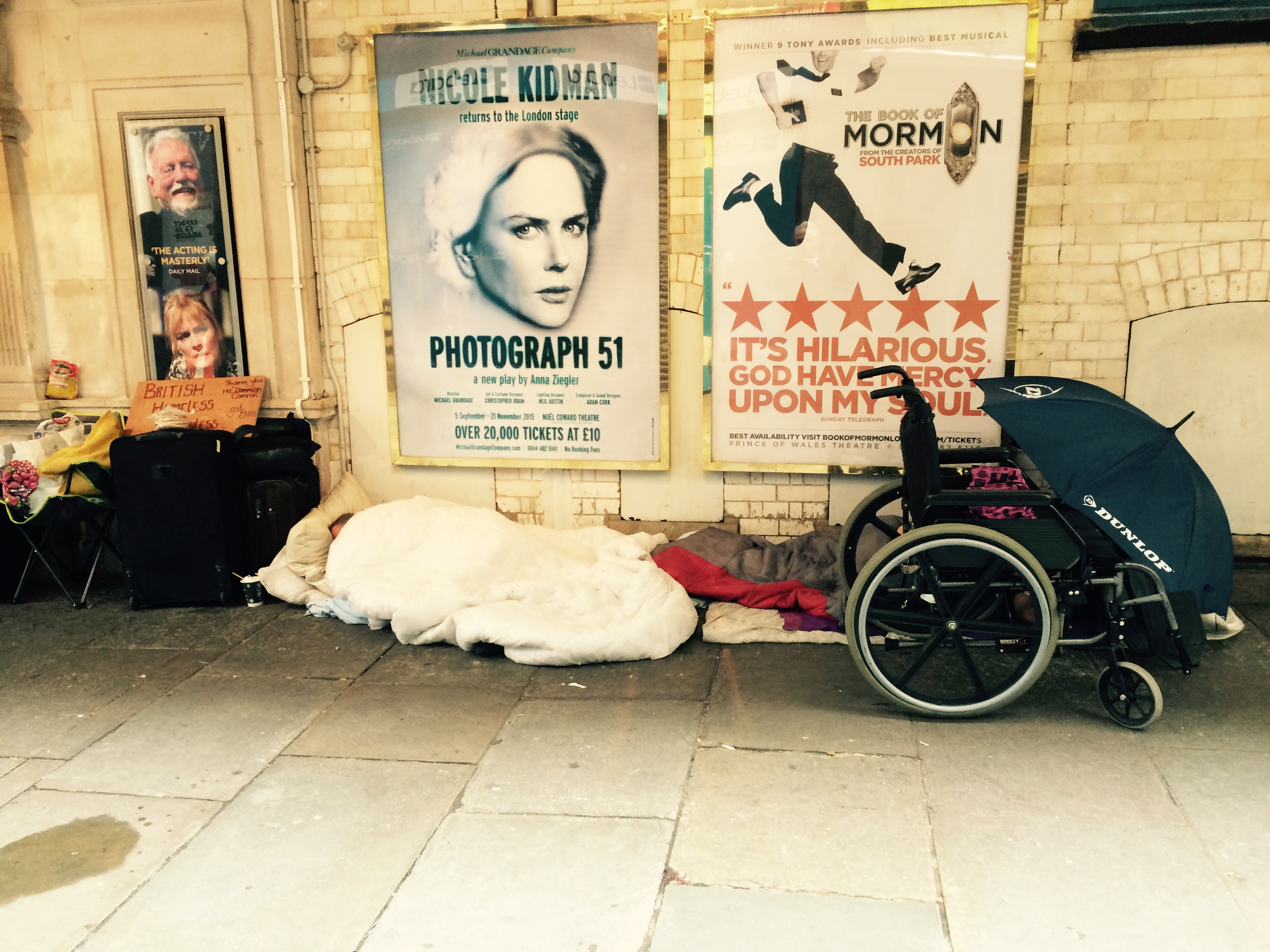
Persoane fără adăpost dorm la Londra, 2015

În țările occidentale, cum ar fi Statele Unite, persoana tipic fără adăpost este de sex masculin și unică, cu Țările de Jos raportează 80% dintre persoanele fără adăpost în vârstă de 18-65 să fie bărbați. Unele orașe au procente deosebit de mari de bărbați în populațiile fără adăpost, bărbații reprezentând optzeci și cinci la sută dintre persoanele fără adăpost din Dublin.Persoanele non-albe sunt, de asemenea, suprareprezentate în populațiile fără adăpost, astfel de grupuri fiind de două ori și jumătate mai probabil să fie fără adăpost în SUA. Vârsta medie a persoanelor fără adăpost este de aproximativ 35 de ani.
Statistici pentru țările dezvoltate
În 2005, aproximativ 100 de milioane de oameni din întreaga lume erau fără adăpost.Următoarele statistici indică numărul mediu aproximativ de persoane fără adăpost la un moment dat. Fiecare țară are o abordare diferită pentru numărarea persoanelor fără adăpost, iar estimările privind lipsa adăpostului făcute de diferite organizații variază extrem de mult, așa că comparațiile trebuie făcute cu prudență.
- Uniunea Europeană: 3.000.000 (Programul Națiunilor Unite pentru așezările umane(UN-HABITAT) - 2004;
- Regatul Unit: 10.459 de dormitoare grele, 98.750 de gospodării în cazare temporară (Departamentul pentru Comunități și Administrație Locală 2005)
- Canada : 150.000[35].Corturi de persoane fără adăpost în San Francisco, California, Mai 2020

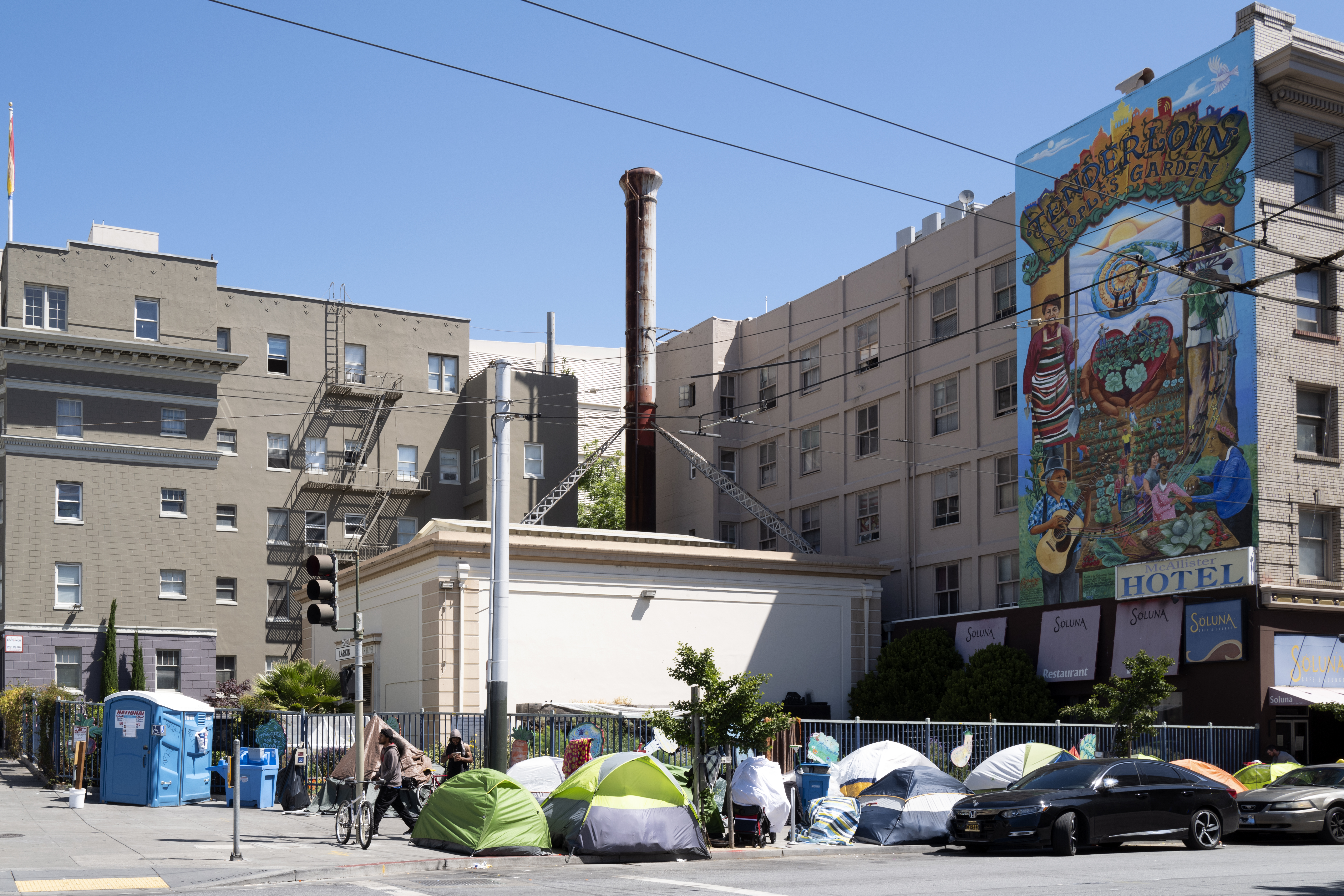
Corturi de persoane fără adăpost în San Francisco, California, Mai 2020

- Statele Unite ale Americii[36]: Raportul anual de evaluare a persoanelor fără adăpost pentru 2018 (AHAR) către Congres raportează că, într-o singură noapte, aproximativ 553.000 de persoane se confruntau cu lipsa adăpostului în Statele Unite[37]. Conform celui de-al 5-lea Raport de evaluare a persoanelor fără adăpost din iulie 2010 al HUD către Congres, într-o singură noapte din ianuarie 2010, analiza într-un singur punct raportată la HUD a arătat că 649.917 de persoane se confruntă cu lipsa adăpostului. Acest număr a crescut de la 643.067 din ianuarie 2009. Numărul neadăpostit a crescut cu 2,8 la sută, în timp ce numărul adăpostit a rămas același. De asemenea, HUD a raportat că numărul persoanelor fără adăpost cronic (persoane cu dizabilități severe și istoric lung de fără adăpost) a scăzut cu un procent între 2009 și 2010, de la 110.917 la 109.812. Din 2007, acest număr a scăzut cu 11 la sută. Acest lucru s-a datorat în mare parte extinderii programelor de locuințe de sprijin permanent.

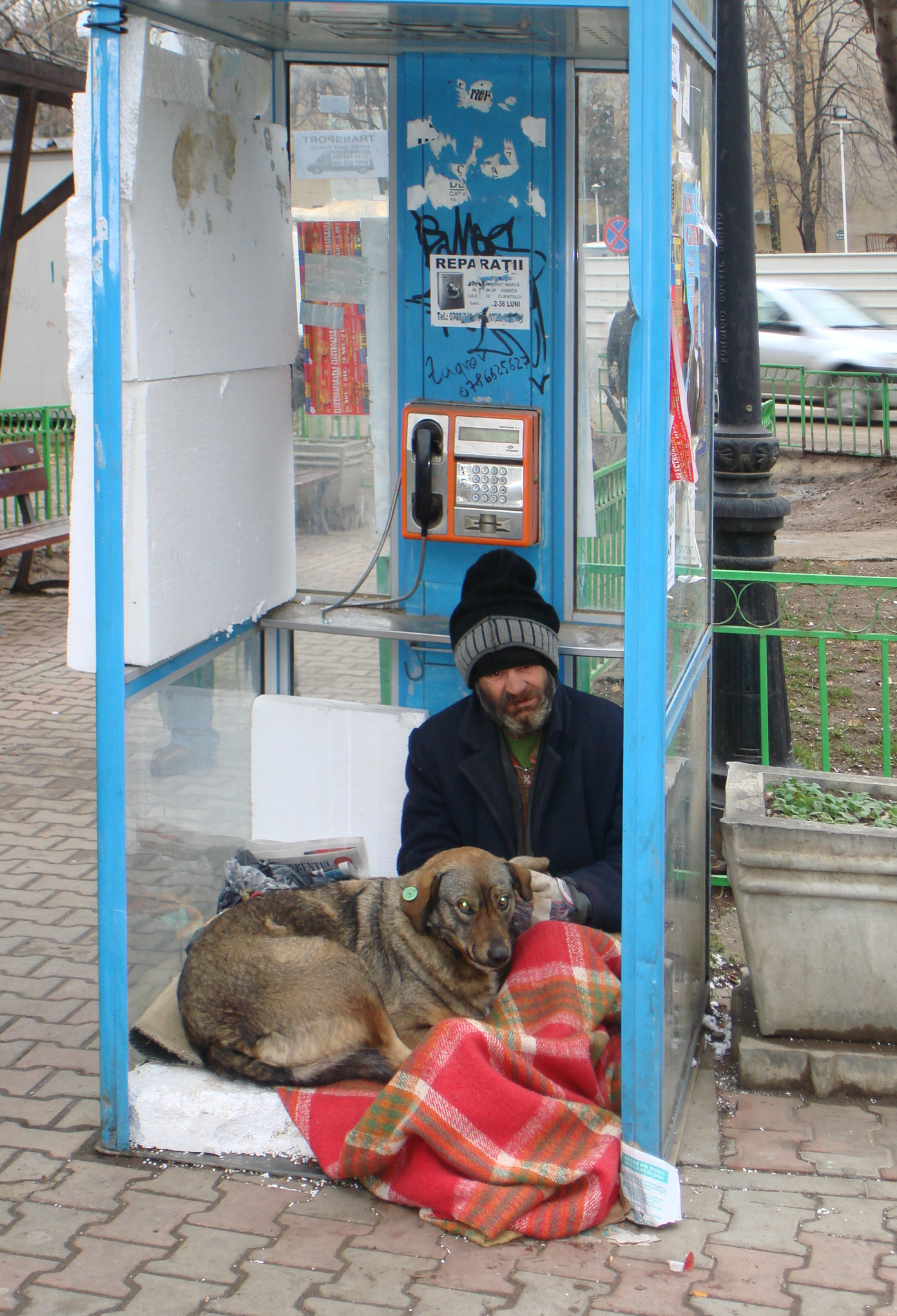
Om al străzii din București alături de un maidanez, adăpostindu-se într-o cabină telefonică

- România. Se estimează că în aceeastă țară există peste 15 000 de persoane adulte fără adăpost din care mai mult de 5000 trăiesc în București. Accesul acestora la servicii de asistență socială și medicală este foarte dificil, peste 60 % dintre ele nu au acte de identitate și sunt atât de desocializate încât și-au pierdut capacitatea de a se adresa instituțiilor și organizațiilor pentru ajutor. Marea majoritate a persoanelor adulte fără adăpost nu au asigurare medicală, nu știu sau nu sunt capabile să se adreseze instituțiilor specializate pentru ajutor nici chiar în situațiile de urgență. Peste 25 % dintre persoanele adulte fără adăpost au probleme psihiatrice care pot fi diagnosticate prin observare directă, iar 40 % au dezvoltat afecțiuni similare psihozelor.[38] Circa 56% din oamenii care ajung în stradă din cauza problemelor psihice consumă alcool și suferă de boli precum schizofrenie, tulburări de personalitate cu diferite grade de retard.[39].

Țările în curs de dezvoltare și nedezvoltate

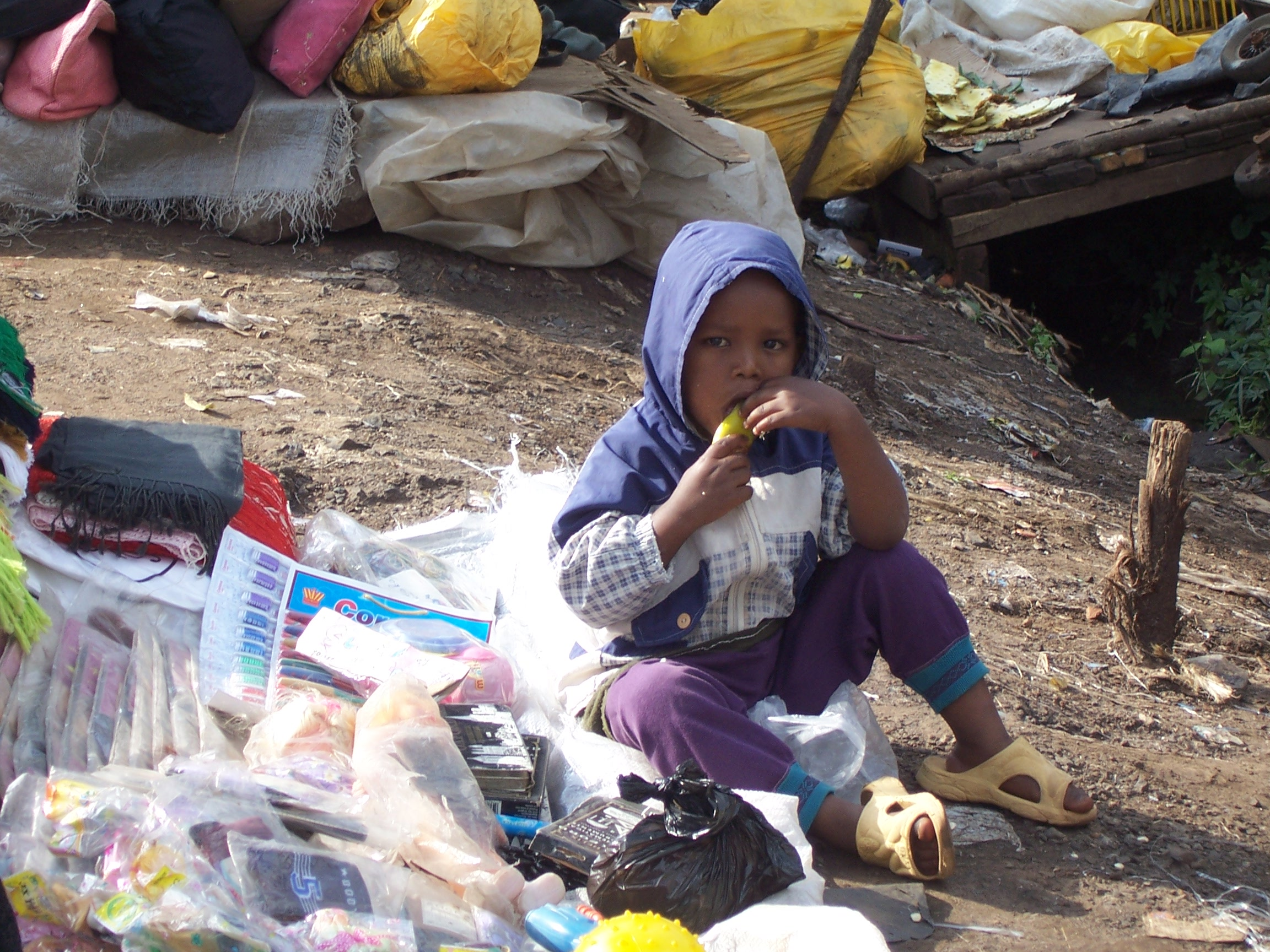
Copil al străzii în Kenya

Numărul persoanelor fără adăpost din întreaga lume a crescut constant în ultimii ani. În unele țări în curs de dezvoltare, cum ar fi Nigeria și Africa de Sud , lipsa adăpostului este răspândită, milioane de copii trăind și lucrând pe străzi. Lipsa de adăpost a devenit o problemă în țările din China, India , Thailanda , Indonezia și Filipine, în ciuda prosperității lor în creștere, parțial din cauza lucrătorilor migranți care au probleme în a găsi locuințe permanente.

## În cultura populară

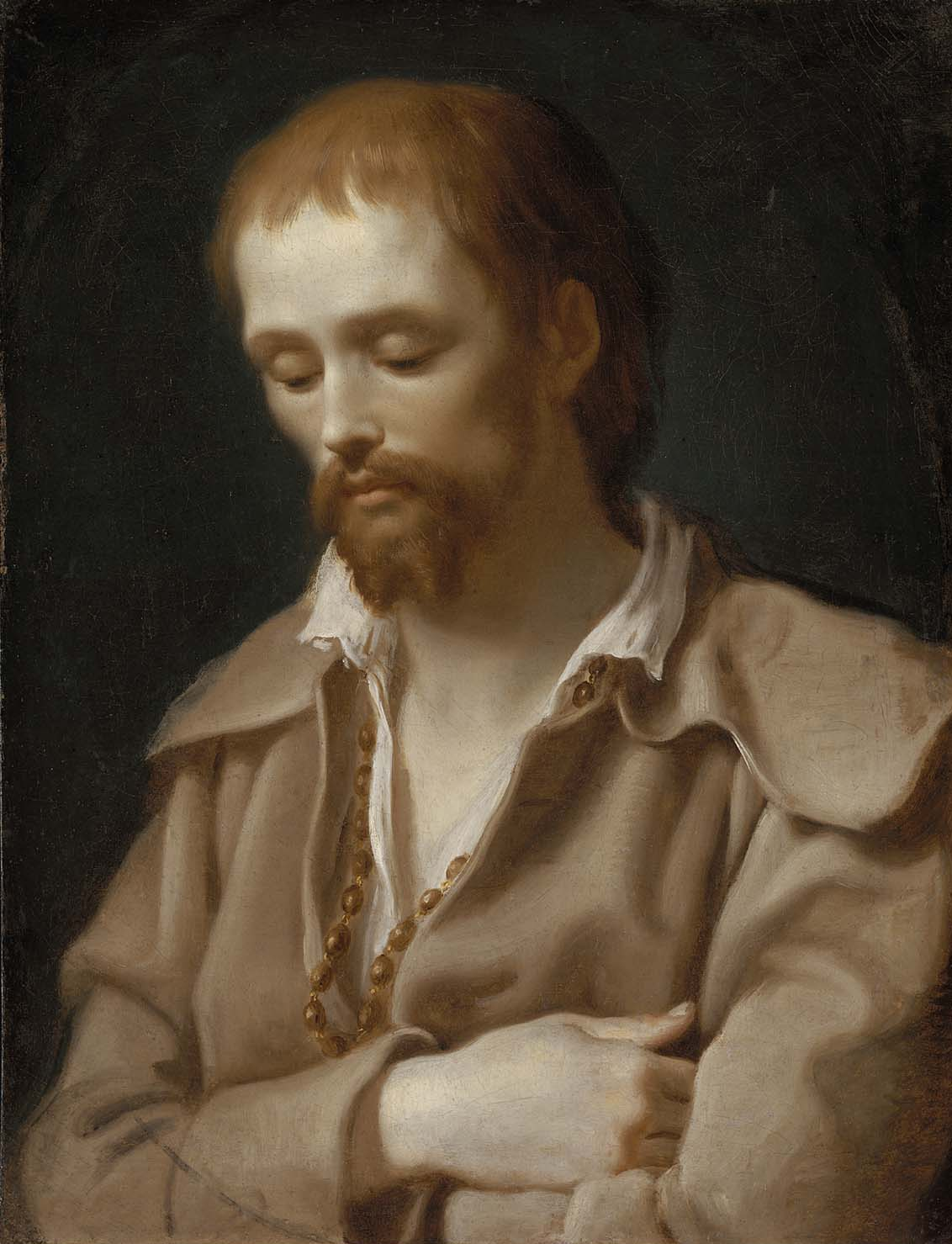
Benedict Labre (1748-1783), sfântul patron al persoanelor fără adăpost.

Persoane fără adăpost au fost descrise în cultura populară în diferite lucrări.

### Teatru
- 1728 - Opera cerșetorului, o piesă de John Gay.
- 1902 - Azilul de noapte, o piesă de teatru de Maxim Gorki, inspirată de locuitorii unui adăpost pentru persoane fără adăpost din Nijni Novgorod

### Filme

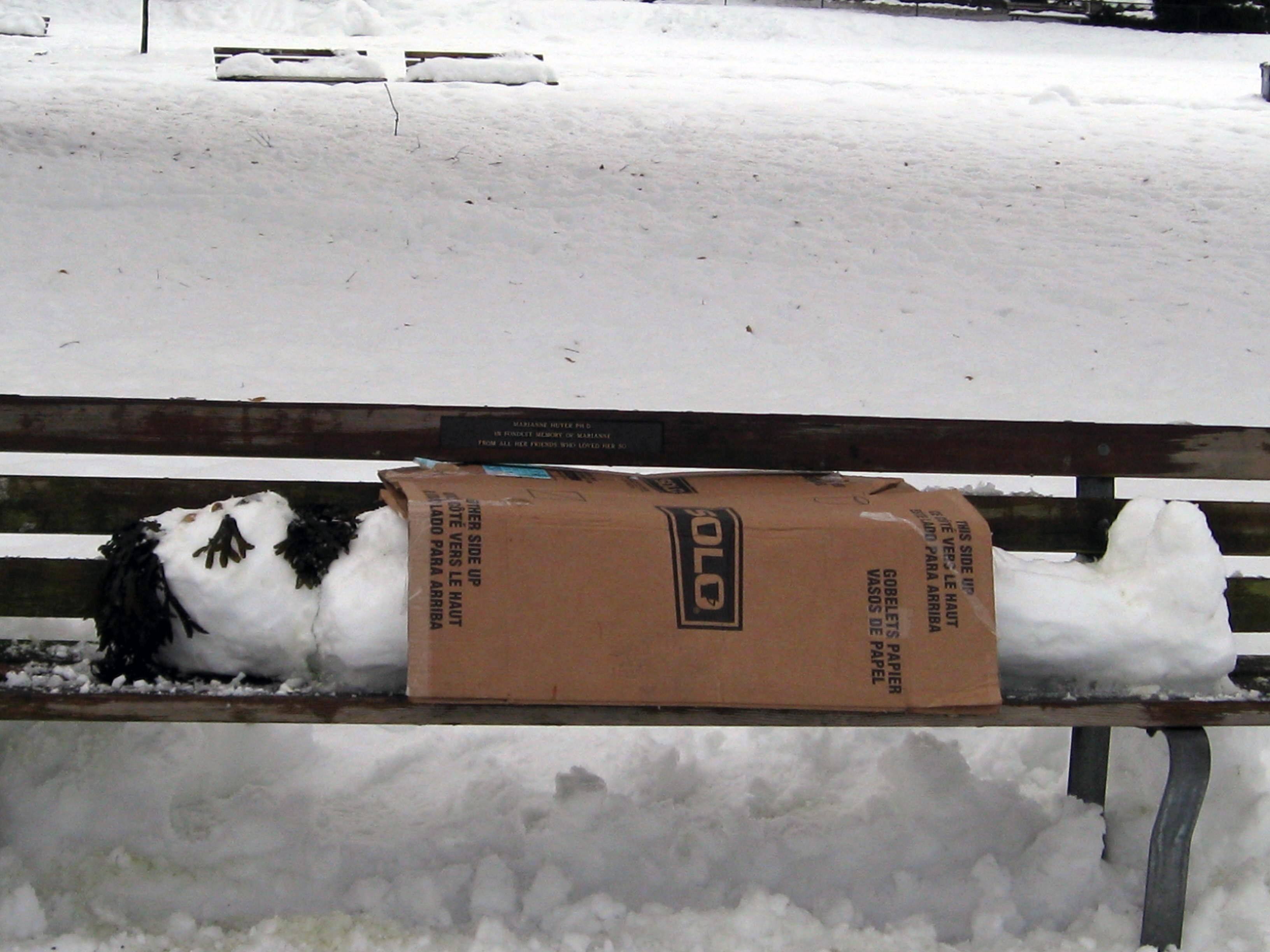
O bancă de pe o stradă din Kitsilano, din Columbia Britanică (Canada), cu un om de zăpadă acoperit cu carton înfățișând un om fără adăpost.

- Timpuri noi (film), a fost realizat în 1936 și prezintă efectele negative ale legilor privind vagabondajul (comedie mută scrisă și regizată de Charlie Chaplin)
- Cathy, vino acasă⁠(en)[traduceți], film din 1966, arată efectele lipsei de adăpost asupra statutului față de părinte.
- Dumnezeu să binecuvânteze copilul (film), 1988, film pentru televiziune despre o mamă singură (Mare Winningham) care trăiește pe străzile orașului New York împreună cu fiica ei mică.
- Dark Days, 2000, 81 de minute, documentar de Marc Singer, care a urmărit viața oamenilor care trăiesc în Freedom Tunnel, untunel Amtrak din New York City.
- Fără adăpost la Harvard: Povestea lui Liz Murray, film din 2003 despre o fată fără adăpost, Liz Murray, care își face drumul până la admiterea la Universitatea Harvard.
- 66 de luni
- The Pursuit of Happyness, un film biografic din 2006 în care un tată și un fiu se luptă pentru a obține un loc de muncă și ajung să rămână fără adăpost după o evacuare și mai târziu o poprire fiscală. După câteva săptămâni de viață din loc în loc în 1981 San Francisco, el obține un post permanent într-o firmă de brokeraj după ce a finalizat cu succes un stagiu neremunerat.
- Același fel de diferit ca mine (film) american din 2017 despre un dealer de artă de succes, soția sa și un membru inițial violent al unei comunități de adăposturi pentru persoane fără adăpost. Se bazează pe cartea cu același nume din 2006.

### Cărți
Ficțiune
- 1853  - Casă mohorâtă de Charles Dickens;
- 1905 - „Polițistul și imnul” (nuvela) de O. Henry.